# تحصیل سیالکوت
تحصیل سیالکوت (به انگلیسی: Sialkot Tehsil) یک تحصیل در پاکستان است که در پنجاب واقع شده‌است.